# 吉舒駅
吉舒駅（きつじょえき）とは、中華人民共和国吉林省吉林市舒蘭市に位置する吉舒線の駅。

## 歴史
- 1960年　開業。

## 隣の駅
中華人民共和国鉄道部
吉舒線
豊広駅 - 吉舒駅 - 東富駅
座標: 北緯44度17分10秒 東経126度47分48秒 / 北緯44.2861度 東経126.7968度